# Gunung Kulem
Gunung Kulem är ett berg i Indonesien.   Det ligger i provinsen Aceh, i den västra delen av landet, 1 700 km nordväst om huvudstaden Jakarta. Toppen på Gunung Kulem är 2 212 meter över havet.
Terrängen runt Gunung Kulem är huvudsakligen kuperad, men åt nordost är den bergig. Gunung Kulem är den högsta punkten i trakten. Runt Gunung Kulem är det ganska tätbefolkat, med 52 invånare per kvadratkilometer. Det finns inga samhällen i närheten. I omgivningarna runt Gunung Kulem växer i huvudsak städsegrön lövskog.